# Wonton

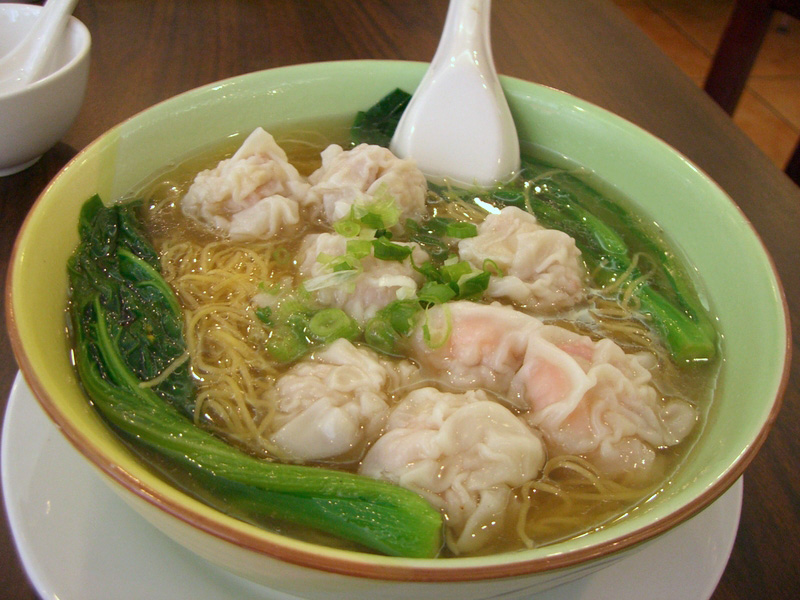
Wonton serverat som del av en soppa.

Wonton (kinesiska: 餛飩; pinyin: húntun; Jyutping: wan4 tan1) är en typ kinesisk dumpling. Degknytet innehåller vanligen en blandning av malet kött eller räka, samt grönsaker och kryddsättning. Det klassiska sättet att servera wontons är som en soppa, med knytena liggande i en buljong. Wontons kan även serveras ångkokta eller stekta. Något som skiljer wontons från många andra dumplings är att själva knytets degskal är så pass tunt.
Vissa wontons innehåller även traditionella kinesiska läkemedel, som ett sätt att inta dessa läkemedel utan att behöva smaka dom.
Wontons kommer från Guangdong-regionen, och är således en viktig del av det kantonesiska köket. Betydelsen kan bokstavligen översättas till "att svälja ett moln", då degknytena kan se ut som moln då de flyter i en soppa. Uttalet "wonton" är härlett från uttalet på kantonesiska.
Det finns belägg för att wontons åts redan 1644, under Qingdynastin.